# 井手伊吉
井手 伊吉（いで いきち、1886年 - 1968年頃）は、日本のスポーツ黎明期の陸上競技（中距離走・長距離走）選手。

## 生涯
『日本スポーツ人名辞典』（1933年）によれば東京出身。
慶應義塾在学中、1912年ストックホルムオリンピック代表選手を選出すべく1911年（明治43年）11月に開催された国際オリムピック大会選手予選会に出場。マラソンを完走した3人の選手の一人である（金栗四三、佐々木政清に次いで3位）。
1913年（大正2年）11月2日に開催された第1回全国陸上大会（日本陸上競技選手権大会）で800m（2分17秒4）、1500m（4分48秒2）、5000m（16分54秒）の記録を残した。とくに5000mの記録は、1920年に大浦留市が更新するまで6年余りにわたって日本記録であった。
1913年（大正2年）、慶應義塾理財科（現・慶應義塾大学大学院経済学研究科・経済学部）を卒業。卒業後は横浜の茂木銀行に勤務して競技を続けた。
1917年（大正6年）5月に東京芝浦で開催された第3回極東選手権競技大会にも出場した。
1917年（大正6年）に開催された「東海道駅伝徒歩競走」（初の駅伝競走の大会として知られる）では「関東組」選手として参加。ベテランとして最も長い区間である22区（藤沢・川崎間33km）を受け持ち、アンカーの金栗四三にタスキをつないだ。対する「関西組」のランナーは、後に画家となる小堀四郎（当時16歳、愛知一中3年）であった。前夜に泊まった宿で井手は小堀に自らの経験を語り、朝食をとらないという小堀に対して是非とったほうがよいと言って一緒に朝食をとった。この時の縁で井手と小堀の交流が始まり、長く続いた。
1933年（昭和8年）の『日本スポーツ人名辞典』編纂時には安田銀行に勤務。

## 備考
- 2019年放送のNHK大河ドラマ『いだてん〜東京オリムピック噺〜』では、陸上競技経験のある宇野けんたろう（げんき〜ず）が井手を演じた[19][20]。なお、この作品中に映し出された雑誌『冒険世界』の記事では、井手の名字が「井出」と誤記されていた。これは『冒険世界』の原本からの誤記というが、親族からの指摘に応じる形で再放送時に修正された[2]。